# Kasteel van Lestriverie
Het Kasteel van Lestriverie (of l'Estriverie) is een kasteel in het Henegouwse Lessenbos, deelgemeente van Lessen in België. Het kasteel ligt vlak bij het Akrenbos. Het kasteel werd gebouwd om het Debattenland (twistgebied tussen graafschap Vlaanderen en graafschap Henegouwen) te verdedigen; in 1324 schonken de graven van Henegouwen het leen aan Gerard van Lestruve, die zijn naam schonk aan het kasteel. Het kwam later in handen van de familie Hoste d'Ecaussinnes en (vanaf 1440) de familie Despretz de Quiévrain. Zij bouwden het versterkte huis (vermeld in 1454) op de plek van het huidige kasteel. Vanaf 1483 kwam het gebouw zeven generaties lang in bezit van de familie de Cottrel. Zij lieten het kasteel verbouwen in de 16de en de 17de eeuw. In de 19e eeuw werd het kasteel nog eens aangepast in classicistische stijl. Het bouwwerk is omgracht, heeft een vaste stenen toegangsbrug en twee ronde torens. Het kasteel wordt vandaag bewoond door de familie van markies d'Yve de Bavay en is niet te bezoeken. Het kasteel is beschermd als monument.

## Afbeeldingen

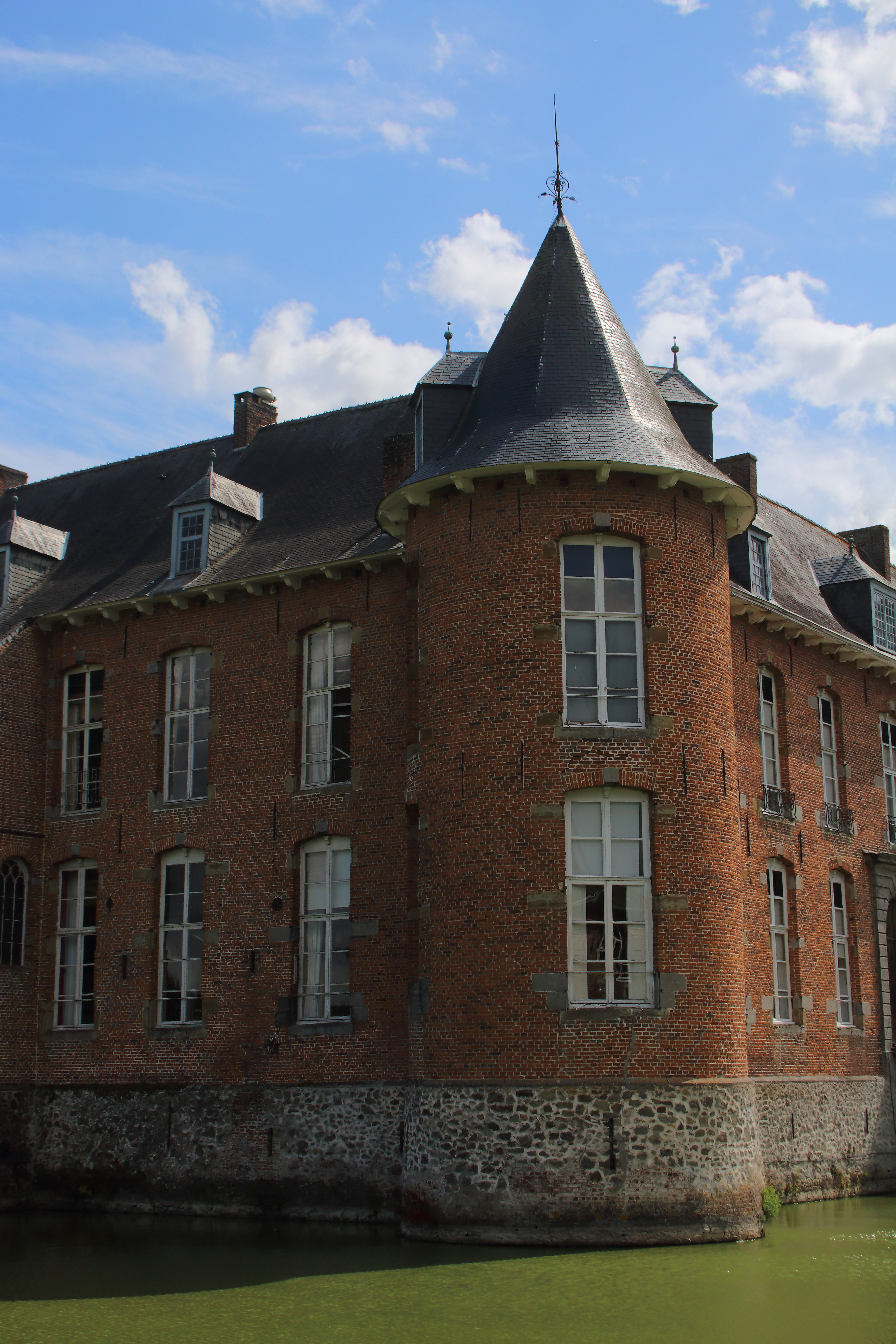
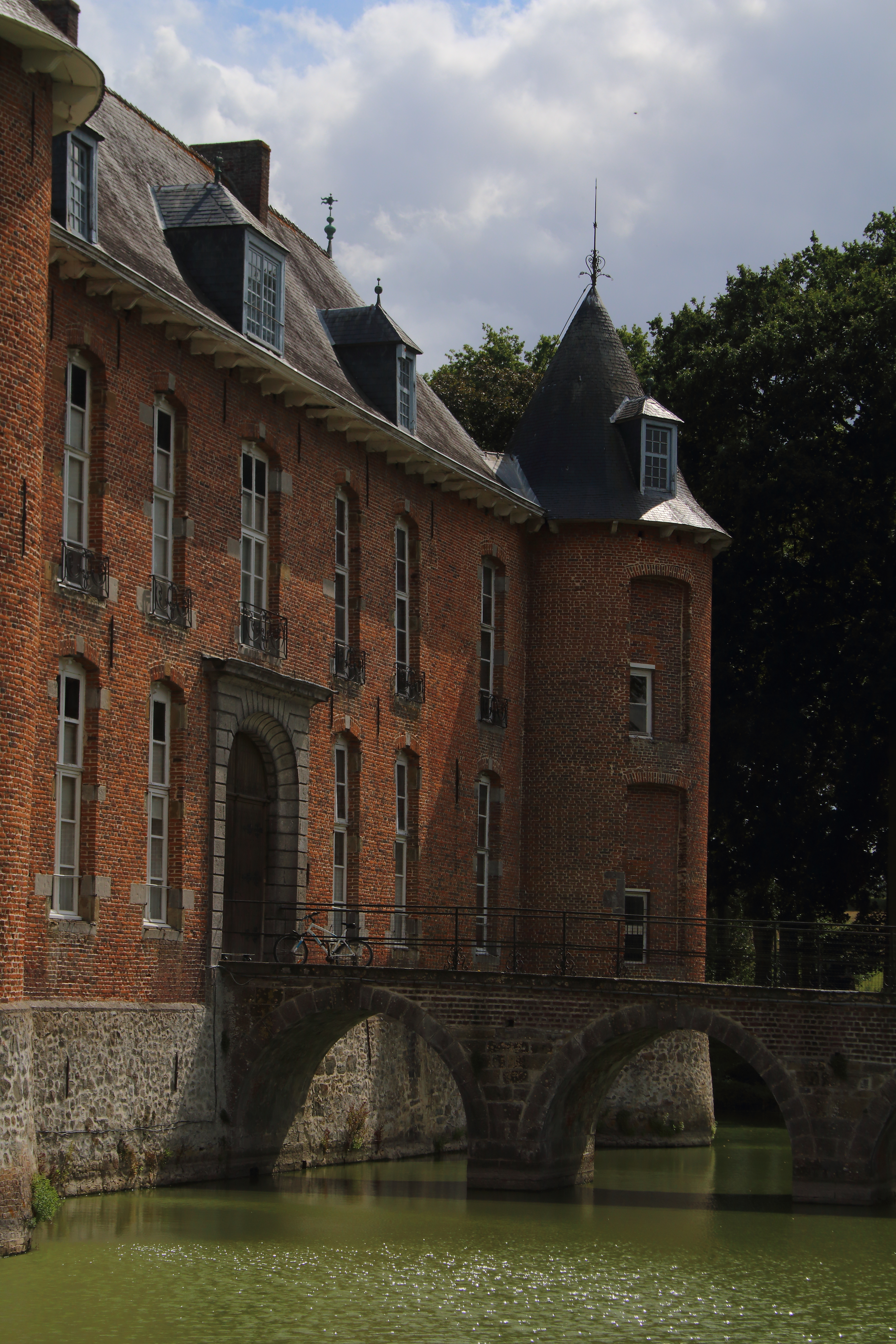
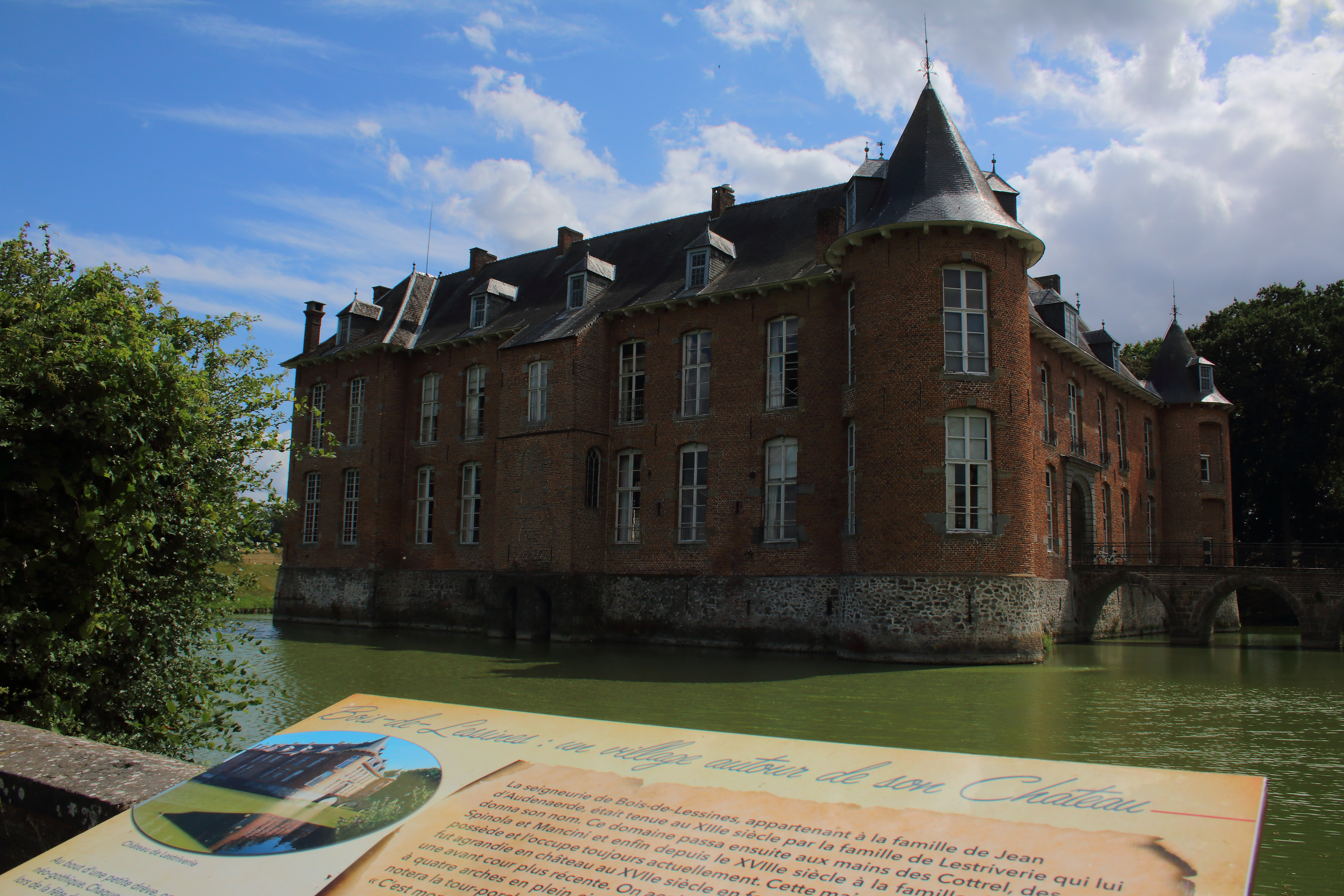
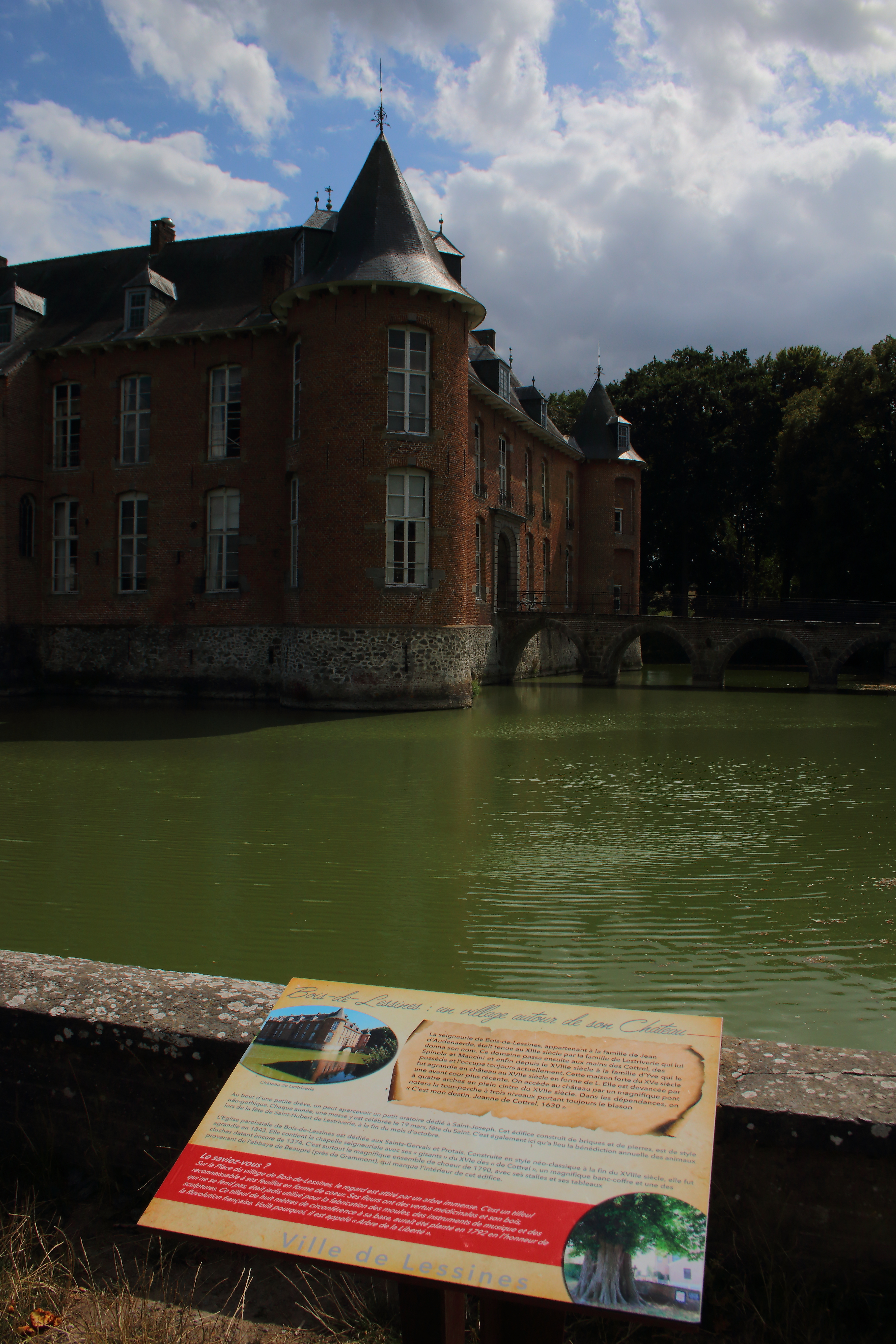